# SOS Pacific
Pour plus de détails, voir Fiche technique et Distribution.
SOS Pacific est un film britannique réalisé par Guy Green, sorti en 1959.

## Synopsis
Après un accident d'hydravion, quelques membres d'équipage et les passagers abordent sur une île. Ils vont bientôt se rendre compte que cette île est le site d'un essai nucléaire qui doit se produire dans quelques heures.

## Fiche technique
- Titre original : SOS Pacific
- Réalisation : Guy Green
- Scénario : Robert Westerby
- Direction artistique : George Provis
- Décors : Peter James
- Costumes : Joan Ellacott
- Photographie : Wilkie Cooper
- Son : Bill Daniels, J. Woodiwiss
- Montage : Arthur Stevens
- Musique : Georges Auric
- Production : John G. Nasht, Patrick Filmer-Sankey
- Société de production : Sydney Box Associates, Remfield, The Rank Organisation
- Société de distribution : J. Arthur Rank Film Distributors
- Pays d'origine :  Royaume-Uni
- Langue originale : anglais
- Format : Noir et blanc colorisé — 35 mm — 1,85:1 — son mono
- Genre : drame
- Durée : 90 minutes
- Dates de sortie : 
  - Royaume-Uni : 14 octobre 1959
  - France : 13 juillet 1960

## Distribution
- Richard Attenborough : Whitey Mullen
- Pier Angeli : Teresa
- John Gregson : Jack Bennett
- Eva Bartok : Maria
- Eddie Constantine : Mark Reisner
- Jean Anderson : Miss Shaw
- Cec Linder : Willy
- Clifford Evans (en) : Petersen
- Gunnar Möller : Krauss
- Harold Kasket : Monk
- Andrew Faulds : le capitaine
- Cyril Shaps : Louis
- Tom Bowman : Alberto